# Ranko Filjak
Ranko Filjak (Zagreb,  3. listopada 1927. – Zagreb, 16. veljače 1983.) bio je hrvatski pijanist i klavirski pedagog.

## Životopis
Ranko Filjak je bio učenik Elvire Marsić u Srednjoj školi Državnoga konzervatorija (današnja Glazbena škola Vatroslava Lisinskog) u Zagrebu. Studij klavira nastavio je kod Ive Mačeka i Svetislava Stančića na Muzičkoj akademiji u Zagrebu, gdje je 1954. godine i diplomirao. Od 1955. do 1958. bio je učitelj klavira na Glazbenoj školi Vatroslava Lisinskog (tadašnjoj Državnoj muzičkoj školi), a od 1958. pa sve do svoje prerane smrti 1983. i profesor Muzičke akademije u Zagrebu, gdje je posljednje dvije godine bio i pročelnik Odsjeka za klavir, orgulje i čembalo.
Ranko Filjak je održao brojne klavirske recitale u Hrvatskoj, ali i diljem bivše Jugoslavije. Ostat će zapamćen po svojim promišljenim i uvijek dojmljivim interpretacijama djela Beethovena, Chopina, Schumanna, Brahmsa, Liszta, Skrjabina, Prokofjeva i Šostakoviča. Često je i rado izvodio skladbe hrvatskih autora, primjerice Dore Pejačević, Bruna Bjelinskog, Mila Cipre, Božidara Kunca, Borisa Papandopula, Ive Maleca te Stanka Horvata, čiji je Koncert za klavir i orkestar iz 1967. i praizveo. Zaslužan je i za prve hrvatske izvedbe nekoliko najznačajnijih djela svjetske pijanističke literature: Koncerta za glasovir i orkestar u A-duru, KV 414 Wolfganga Amadeusa Mozarta, Prvoga koncerta za glasovir i orkestar u d-molu, op. 15 Johannesa Brahmsa, Trećega koncerta za glasovir i orkestar u C-duru, op. 26 Sergeja Prokofjeva te Teme s četiri varijacije (Četiri temperamenta) za glasovir i gudače Paula Hindemitha. Bio je vrstan komorni glazbenik, a nastupao je i kao solist uz pratnju prominentnih orkestara u bivšem SSSR-u, Čehoslovačkoj, Poljskoj, Austriji, Italiji, Rumunjskoj i Bugarskoj. Milan Sachs, Antonio Janigro, Stjepan Šulek, Fritz (Friedrich) Zaun, Igor Gjadrov, Pavle Dešpalj, Milan Horvat, Lovro von Matačić, Jan Krenz, Claudio Abbado, Zubin Mehta, Sir Malcolm Sargent, Volker Wangenheim i Leopold Hager samo su neki od dirigenata s kojima je uspješno surađivao.
Svoj umjetnički credo Ranko Filjak je jednom prilikom najbolje objasnio vlastitim riječima:

## Nagrade
- 1960. Nagrada Grada Zagreba za prvu hrvatsku izvedbu Trećega koncerta za glasovir i orkestar Sergeja Prokofjeva.
- 1962. Nagrada Milka Trnina Hrvatskoga društva glazbenih umjetnika za osobite uspjehe u zemlji i u inozemstvu.
- 1969. nagrada Jugoslavenske radiotelevizije za snimku skladbe Taches Stanka Horvata.

## Vanjske poveznice
- Hrvatsko društvo glazbenih umjetnika
- Klasika.hr – Višnja Požgaj: »Vrijedne snimke Ranka Filjaka«
- Klasika.hr – Dodi Komanov: »Intrigantni pijanizam«
- Ranko Filjak (životopis) (engl.)
- YouTube – Robert Schumann: Adagio & Allegro, Op. 70 – James Kreger, violončelo & Ranko Filjak, klavir
- Discogs: Ranko Filjak (diskografija) (engl.)